# Saruj
Sārūj (in persiano ساروج‎) è il nome di un tipo di malta impermeabile tradizionale iraniana, utilizzata nella costruzione di ponti, pozzi di ghiaccio o frigoriferi di terra (yakhchal).
È un mix di argilla e calcare mescolato con un rapporto di sei parti a quattro che crea un composto rigido, impastato poi per due giorni. Una porzione di scorie dei forni dei bagni viene aggiunta con fibre di tifa (uova e paglia) e nuovamente fissata, poi picchiato con un bastone di legno di 10 cm anche per un'ulteriore miscelazione. L'albume può essere utilizzato come riduttore dell'acqua se necessario.